# Amfilohie Hotiniul
Amfilohie Hotiniul (n. circa 1730; d. circa 1800, Schitul Zagavia, comuna Scobinți, județul Iași) a fost un călugăr moldovean, care a îndeplinit între 1767-1770 funcția de episcop al Episcopiei Hotinului  (de unde i se trage și numele) din cadrul Mitropoliei Proilaviei, aflată în jurisdicția canonică a Patriarhiei Ecumenice de la Constantinopol . Este autorul primei lucrări românești de geografie, remarcându-se și ca traducător al unor lucrări de aritmetică.

## Biografie
Amfilohie Hotiniul s-a născut în jurul anului 1730. A fost călugărit la Mănăstirea Secu. A studiat probabil la Academia duhovnicească din Kiev; de asemenea a efectuat călătorii de studii la Roma.
Amfilohie Hotiniul a deținut funcția de episcop la Hotin din anul 1767 până în anul 1770. Este întâlnit apoi la Iași, dar mai ales la Schitul Zagavia (comuna Scobinți), de lângă Hârlău.
În 1772 se află la Roma ca student bursier, unde studiază matematica.
S-a reîntors în țară ca profesor la Huși.
A încetat din viață în jurul anului 1800, la Schitul Zagavia.

## Scrieri
PS Amfilohie a tradus și adaptat următoarele lucrări didactice: 
- Gramatica teologhicească (Iași, 1795) după Catehismul mitropolitului Platon Levsin al Moscovei;
- De obște gheografie (Iași, 1795), prelucrată, prin intermediul unei ediții italiene, după Geografia universală a iezuitului Claude Buffier (cu informații istorice și geografice asupra Moldovei);
- Elemente aritmetice arătate firești (Iași, 1795), după Elementi aritmetici a italianului Alessandro Conti (cu menționarea unităților de măsură folosite în Moldova) și având ca model cartea Alamanacco pepetuo a lui Rutilo Benicasa și ediția lui Beltrano. Este prima carte de aritmetică cu noțiuni noi de geometrie. Cartea a avut o lungă circulație până către mijlocul secolului al XIX-lea.

În manuscris a rămas Gramatica fizicii, lucrare de științele naturii, prelucrată tot din limba italiană. În manualele sale, PS Amfilohie a introdus o serie de termeni noi, care au rămas în uz până azi.
În 1784 a pregătit un manuscris despre aritmetică, dar care nu a supraviețuit timpului.
Din punct de vedere științific, cărțile lui Amfilohie sunt deosebit de interesante deoarece prezintă noțiuni noi, cum ar fi legile mecanicii clasice formulate de Newton.